# Tour de La Provence 2022
7. ročník etapového cyklistického závodu Tour de La Provence se konal mezi 10. a 13. únorem 2022 ve francouzském regionu Provence. Celkovým vítězem se stal Kolumbijec Nairo Quintana z týmu Arkéa–Samsic. Navázal tak na svůj triumf z ročníku 2020. Na druhém a třetím místě se umístili Francouz Julian Alaphilippe (Quick-Step–Alpha Vinyl) a Dán Mattias Skjelmose Jensen (Trek–Segafredo). Závod byl součástí UCI ProSeries 2022 na úrovni 2.Pro.

## Týmy
Závodu se zúčastnilo 11 z 18 UCI WorldTeamů, 3 UCI ProTeamy a 3 UCI Continental týmy. Většina týmů nastoupila na start s plným počtem 7 jezdců. Týmy Ineos Grenadiers, Trek–Segafredo, Cofidis, Astana Qazaqstan Team, Arkéa–Samsic, Groupama–FDJ, Lotto–Soudal a St. Michel–Auber93 však přijely pouze s 6 jezdci, týmy Quick-Step–Alpha Vinyl, AG2R Citroën Team a Team DSM pak pouze s 5 jezdci. Závod tak odstartovalo 105 jezdců, do cíle dojelo 91 z nich.
UCI WorldTeamy
- AG2R Citroën Team
- Astana Qazaqstan Team
- Cofidis
- Groupama–FDJ
- Ineos Grenadiers
- Israel–Premier Tech
- Lotto–Soudal
- Movistar Team
- Quick-Step–Alpha Vinyl
- Team DSM
- Trek–Segafredo

UCI ProTeamy
- Arkéa–Samsic
- B&B Hotels–KTM
- Team TotalEnergies

UCI Continental týmy
- Go Sport–Roubaix–Lille Métropole
- Nice Métropole Côte d'Azur
- St. Michel–Auber93

## Trasa a etapy
| Etapa         | Datum         | Trasa                                 | Vzdálenost | Typ      | Typ                  | Vítěz                |
| ------------- | ------------- | ------------------------------------- | ---------- | -------- | -------------------- | -------------------- |
| P             | 10. února     | Berre-l'Étang                         | 7,1 km     |          | Individuální časovka | Filippo Ganna (ITA)  |
| 1             | 11. února     | Istres – Les Saintes-Maries-de-la-Mer | 152 km     |          | Rovinatá etapa       | Elia Viviani (ITA)   |
| 2             | 12. února     | Arles – Manosque                      | 180,5 km   |          | Středně těžká etapa  | Bryan Coquard (FRA)  |
| 3             | 13. února     | Manosque – Montagne de Lure           | 166,1 km   |          | Horská etapa         | Nairo Quintana (COL) |
| Celková délka | Celková délka | Celková délka                         | 505,7 km   | 505,7 km | 505,7 km             | 505,7 km             |

## Průběžné pořadí
| Etapa          | Vítěz          | Celkové pořadí | Bodovací soutěž    | Vrchařská soutěž | Soutěž mladých jezdců    | Soutěž týmů            | Cena veřejnosti        |
| -------------- | -------------- | -------------- | ------------------ | ---------------- | ------------------------ | ---------------------- | ---------------------- |
| P              | Filippo Ganna  | Filippo Ganna  | neuděleno          | neuděleno        | Ethan Hayter             | Ineos Grenadiers       | Arnaud Démare          |
| 1              | Elia Viviani   | Filippo Ganna  | Julian Alaphilippe | Tom Mainguenaud  | Samuele Battistella      | Ineos Grenadiers       | Tristan Delacroix      |
| 2              | Bryan Coquard  | Filippo Ganna  | Julian Alaphilippe | Paul Ourselin    | Samuele Battistella      | Quick-Step–Alpha Vinyl | Aurélien Paret-Peintre |
| 3              | Nairo Quintana | Nairo Quintana | Julian Alaphilippe | Nairo Quintana   | Mattias Skjelmose Jensen | Quick-Step–Alpha Vinyl | Julian Alaphilippe     |
| Konečné pořadí | Konečné pořadí | Nairo Quintana | Julian Alaphilippe | Nairo Quintana   | Mattias Skjelmose Jensen | Quick-Step–Alpha Vinyl | neuděleno              |

## Konečné pořadí
| Legenda | Legenda                         | Legenda | Legenda                               |
| ------- | ------------------------------- | ------- | ------------------------------------- |
|         | Označuje lídra celkového pořadí |         | Označuje lídra vrchařské soutěže      |
|         | Označuje lídra bodovací soutěže |         | Označuje lídra soutěže mladých jezdců |

### Celkové pořadí
| Pořadí | Jezdec                         | Tým                    | Čas         |
| ------ | ------------------------------ | ---------------------- | ----------- |
| 1      | Nairo Quintana (COL)           | Arkéa–Samsic           | 12h 09' 11" |
| 2      | Julian Alaphilippe (FRA)       | Quick-Step–Alpha Vinyl | + 27"       |
| 3      | Mattias Skjelmose Jensen (DEN) | Trek–Segafredo         | + 34"       |
| 4      | Matteo Jorgenson (USA)         | Movistar Team          | + 36"       |
| 5      | Pierre Latour (FRA)            | Team TotalEnergies     | + 42"       |
| 6      | Ilan Van Wilder (BEL)          | Quick-Step–Alpha Vinyl | + 46"       |
| 7      | Samuele Battistella (ITA)      | Astana Qazaqstan Team  | + 1' 21"    |
| 8      | Aurélien Paret-Peintre (FRA)   | AG2R Citroën Team      | + 1' 45"    |
| 9      | Maxime Bouet (FRA)             | Arkéa–Samsic           | + 1' 56"    |
| 10     | Louis Vervaeke (BEL)           | Quick-Step–Alpha Vinyl | + 2' 55"    |

### Bodovací soutěž
| Pořadí | Jezdec                         | Tým                    | Body |
| ------ | ------------------------------ | ---------------------- | ---- |
| 1      | Julian Alaphilippe (FRA)       | Quick-Step–Alpha Vinyl | 34   |
| 2      | Pierre Latour (FRA)            | Team TotalEnergies     | 18   |
| 3      | Nairo Quintana (COL)           | Arkéa–Samsic           | 17   |
| 4      | Elia Viviani (ITA)             | Ineos Grenadiers       | 15   |
| 5      | Matteo Jorgenson (USA)         | Movistar Team          | 15   |
| 6      | Mattias Skjelmose Jensen (DEN) | Trek–Segafredo         | 14   |
| 7      | Sep Vanmarcke (BEL)            | Israel–Premier Tech    | 12   |
| 8      | Martijn Tusveld (NED)          | Team DSM               | 9    |
| 9      | Samuele Battistella (ITA)      | Astana Qazaqstan Team  | 8    |
| 10     | Arnaud Démare (FRA)            | Groupama–FDJ           | 8    |

### Vrchařská soutěž
| Pořadí | Jezdec                         | Tým                              | Body |
| ------ | ------------------------------ | -------------------------------- | ---- |
| 1      | Nairo Quintana (COL)           | Arkéa–Samsic                     | 10   |
| 2      | Paul Ourselin (FRA)            | Team TotalEnergies               | 8    |
| 3      | Mattias Skjelmose Jensen (DEN) | Trek–Segafredo                   | 8    |
| 4      | Matteo Jorgenson (USA)         | Movistar Team                    | 6    |
| 5      | Kévin Besson (FRA)             | Nice Métropole Côte d'Azur       | 5    |
| 6      | Iván Sosa (COL)                | Movistar Team                    | 4    |
| 7      | Tom Mainguenaud (FRA)          | Go Sport–Roubaix–Lille Métropole | 2    |
| 8      | Ilan Van Wilder (BEL)          | Quick-Step–Alpha Vinyl           | 2    |
| 9      | Amanuel Ghebreigzabhier (ERI)  | Trek–Segafredo                   | 1    |
| 10     | Tristan Delacroix (FRA)        | Nice Métropole Côte d'Azur       | 1    |

### Soutěž mladých jezdců
| Pořadí | Jezdec                         | Tým                              | Čas         |
| ------ | ------------------------------ | -------------------------------- | ----------- |
| 1      | Mattias Skjelmose Jensen (DEN) | Trek–Segafredo                   | 12h 09' 45" |
| 2      | Matteo Jorgenson (USA)         | Movistar Team                    | + 2"        |
| 3      | Ilan Van Wilder (BEL)          | Quick-Step–Alpha Vinyl           | + 12"       |
| 4      | Samuele Battistella (ITA)      | Astana Qazaqstan Team            | + 47"       |
| 5      | Mark Donovan (GBR)             | Team DSM                         | + 12' 16"   |
| 6      | Andréa Mifsud (FRA)            | Nice Métropole Côte d'Azur       | + 13' 03"   |
| 7      | Viktor Verschaeve (BEL)        | Lotto–Soudal                     | + 13' 11"   |
| 8      | Joris Delbove (FRA)            | St. Michel–Auber93               | + 13' 56"   |
| 9      | Valentin Ferron (FRA)          | Team TotalEnergies               | + 14' 30"   |
| 10     | Tom Mainguenaud (FRA)          | Go Sport–Roubaix–Lille Métropole | + 15' 37"   |

### Soutěž týmů
| Pořadí | Tým                    | Čas         |
| ------ | ---------------------- | ----------- |
| 1      | Quick-Step–Alpha Vinyl | 36h 31' 55" |
| 2      | Arkéa–Samsic           | + 1' 33"    |
| 3      | AG2R Citroën Team      | + 11' 09"   |
| 4      | Team TotalEnergies     | + 14' 22"   |
| 5      | Israel–Premier Tech    | + 16' 26"   |
| 6      | Trek–Segafredo         | + 17' 28"   |
| 7      | Movistar Team          | + 20' 32"   |
| 8      | Team DSM               | + 23' 01"   |
| 9      | Ineos Grenadiers       | + 24' 04"   |
| 10     | Astana Qazaqstan Team  | + 31' 10"   |